# صدای مونو

صدای مونو

تک صدا (به یونانی: mono) (به فارسی: تک) به صدای تک کانال گفته می‌شود که ممکن است توسط یک میکروفن، یا توسط چند میکروفون ضبط و سپس در یک کانال صدا گنجانده شده باشد. برای پخش صدای مونو تنها یک بلندگو ضروری است و اگر چند بلندگو استفاده شود، تنها همان صدا از هر بلندگو پخش می‌شود، برخلاف صدای استریو (دو کانال) و صدای ساراند (چند کانال).
به این دلیل که صدای مونو پنجاه درصد کم‌تر از پهنای باند در مقایسه با صدای استریو استفاده می‌کند، از آن به طور گسترده‌ای در ارتباطات رادیویی و مخابراتی مثل "تلفن" و "بی‌سیم" که بیش‌تر "کلام" و افکت صوتی انتقال می‌یابد، استفاده می‌شود. همچنین استفاده از این نوع صدا برای ساخت پادکست، رادیو اینترنتی و هر محتوای کلامی، به همان دلیل ذکر شده توصیه می‌شود.
بسیاری از فیلم‌های استنلی کوبریک و وودی آلن به علت ترجیح آن‌ها، به صورت مونو صداگذاری شدند.
استفاده از صداهای مونو در صنعت سینما به کلی منسوخ شده ولی با وجود اینکه از سابقه استفاده از صدای استریو بیش از ۱۳۰ سال می‌گذرد، هنوز اغلب فیلمسازان ایرانی با آن آشنا نبوده و از آن استفاده نمی کنند.